# Tomoya Tsuboi
Tomoya Tsuboi (en japonés: 坪井智也, Tsuboi Tomoya; Hamamatsu, 25 de marzo de 1996) es un deportista japonés que compite en boxeo. Ganó una medalla de oro en el Campeonato Mundial de Boxeo Aficionado de 2021, en la categoría de 54 kg.

## Palmarés internacional
| Campeonato Mundial | Campeonato Mundial | Campeonato Mundial | Campeonato Mundial |
| Año                | Lugar              | Medalla            | Categoría          |
| ------------------ | ------------------ | ------------------ | ------------------ |
| 2021               | Belgrado (Serbia)  | Medalla de oro     | 54 kg              |